# Frauenvolksbegehren 2.0
Frauenvolksbegehren 2.0 (Frauenvolksbegehren, Frauen*Volksbegehren) war ein österreichisches, überparteiliches Volksbegehren, das die Gleichstellung von Frauen in Österreich fordert. Es wurde im Jahr 2016 ausgehend von Frauen rund um das Frauennetzwerk Sorority initiiert. Einer der Hauptgründe war das zwanzigjährige Jubiläum des ersten Frauenvolksbegehrens („Alles, was Recht ist!“) in Österreich.
Vom 1. bis 8. Oktober 2018 fand die Eintragungswoche des Frauenvolksbegehrens gemeinsam mit den Volksbegehren „Don’t smoke“ und „ORF ohne Zwangsgebühren“ statt. Es erreichte mit 481.959 Unterschriften um ca. 160.000 Unterschriften weniger als das erste Frauen-Volksbegehren von 1997, welches jedoch zeitgleich mit einem der meistunterschriebenen Volksbegehren, dem Gentechnik-Volksbegehren mit 1.225.790 Unterschriften, stattfand.  Das Frauen*Volksbegehren liegt damit in der Rangliste der meistunterschriebenen Volksbegehren auf Platz 15 nach Prozent, auf Platz 13 in absoluten Zahlen. Insgesamt haben somit 7,56 % der 6,38 Mio. Wahlberechtigten Österreicher das Frauen*Volksbegehren unterschrieben.
Am 24. Oktober 2018 hat die Bundeswahlbehörde im Innenministerium die Endergebnisse festgestellt. Nach Ablauf der vierwöchigen Frist wird das Frauen*Volksbegehren zur parlamentarischen Behandlung an den Nationalrat übergeben. Es ist damit zu rechnen, dass dies Ende November oder Anfang Dezember 2018 geschehen wird.
Die Sprecher des Frauen*Volksbegehren auf Bundesebene sind Lena Jäger und Christian Berger. Die Projektleitung hat Lena Jäger inne, anfangs noch in Doppelspitze mit Renate Schnutt. Zu den früheren Sprecherinnen zählen Andrea Hladky, Schifteh Hashemi, Teresa Havlicek und Maria Stern. 

Logo und Schriftzug

## Geschichte
Am 19. April 2017 wurde die erste Presseaussendung der Initiative veröffentlicht. Im Anschluss fand am 28. April 2017 im Kosmos Theater in Wien die Pressekonferenz „20 Jahre Frauenvolksbegehren – Jetzt erst recht!“ statt. Zu den Teilnehmerinnen zählten Sonja Ablinger (Österreichischer Frauenring), Teresa Havlicek (Frauenvolksbegehren neu), Maria Rösslhumer (Verein Autonome Österreichische Frauenhäuser), Eva Rossmann (Mitinitiatorin des ersten Frauenvolksbegehrens), Hannah Steiner (Netzwerk österreichischer Frauen- & Mädchenberatungsstellen) und Ulli Weish (Plattform 20000frauen). Die Konferenz stellte das Kick-Off der Crowdfunding-Kampagne des Frauenvolksbegehrens dar.
Das Frauenvolksbegehren wurde vollständig durch Crowdfunding und Spenden finanziert. Das Crowdfunding lief in zwei Etappen (Frühjahr/Sommer 2017, Frühjahr 2018) ab. Bei der ersten Crowdfunding-Kampagne konnte das Frauenvolksbegehren fast 175.000 EUR innerhalb von acht Wochen von freiwilligen Spendern gewinnen; es übernimmt damit den vierten Platz der erfolgreichsten Crowdfunding-Kampagnen im Jahr 2017.
Von 12. Februar 2018 bis 4. April 2018 konnte das Frauenvolksbegehren 247.436 Unterstützungserklärungen einsammeln. Während der ersten Tage der Sammlung traten zahlreiche, vor allem technische Schwierigkeiten bei der Abgabe auf. Die Initiatoren nannten Mitte Juni als Wunschtermin für die eigentliche Eintragungswoche, diese wurde jedoch von Innenminister Herbert Kickl (FPÖ) auf die erste Oktoberwoche (1.–8. Oktober 2018) gesetzt.

## Endergebnisse
Insgesamt haben 481.959 Menschen das Frauen*Volksbegehren unterschrieben (7,56 % der 6,38 Mio. Wahlberechtigten Österreichs). Die Reihung der Bundesländer nach Stimmbeteiligung lautet: Wien 12,02 %; Steiermark 7,17 %; Burgenland 7,08 %; Oberösterreich 6,92 %; Niederösterreich 6,65 %; Salzburg 6,41 %; Kärnten 5,99 %; Tirol 5,77 %; Vorarlberg 5,11 %.

## Forderungen
Der offizielle Text des Volksbegehrens lautete:
„Eine breite Bewegung tritt an, um echte soziale und ökonomische Gleichstellung der Geschlechter mit verfassungsgesetzlichen Regelungen einzufordern. Die Verbesserung der Lebensrealitäten von Frauen muss auf der politischen Tagesordnung ganz oben stehen. Ob Gewaltschutz, sexuelle Selbstbestimmung, soziale Sicherheit, Kinderbetreuung, wirtschaftliche und politische Teilhabe: Der Stillstand der letzten Jahre muss beendet werden. Wir fordern Wahlfreiheit und Chancengleichheit für Frauen und Männer.“
Das Frauenvolksbegehren baut auf neun Forderungen auf:
1. Macht teilen:
- Die Hälfte aller Plätze für Wahllisten und in Vertretungskörpern auf Gemeinde-, Landes- und Bundesebene für Frauen* und Männer*
- Die Hälfte aller Plätze in politischen Interessensvertretungen und der Sozialpartnerschaft sowie in diversen öffentlichen Beiräten, Gremien, Kommissionen etc. für Frauen* und Männer*
- Die Hälfte aller Plätze in Leitungs- und Kontrollgremien von Kapitalgesellschaften und Genossenschaften für Frauen* und Männer*
- Wirksame Sanktionen, wenn die Quoten nicht erfüllt werden

2. Einkommensunterschiede beseitigen:
- Volle Lohntransparenz durch eine detaillierte Aufgliederung aller betrieblichen Einkommensberichte in sämtliche Gehaltsbestandteile
- Die verpflichtende Erstellung konkreter Maßnahmenpläne zum Abbau von Einkommensdifferenzen bei gleichwertiger Arbeit durch diejenigen Unternehmen, deren Einkommensberichte geschlechterdiskriminierende Unterschiede aufweisen
- Sozial- und wirtschaftliche Maßnahmen, die die eklatanten Lohnunterschiede zwischen verschiedenen Arbeitsmarktsegmenten, Branchen und betrieblichen Hierarchien eindämmen und in diesen zu einem ausgewogenen Geschlechterverhältnis führen
- Zusätzliche und weiterführende Pilotprojekte mit Vorbildwirkung im öffentlichen Dienst im Bereich der objektiven Bewertung von Arbeit
- Die Koppelung von öffentlicher Auftragsvergabe und Förderungen an Aktivitäten zur Gleichstellung im Betrieb

3. Arbeit verteilen:
- Eine schrittweise Arbeitszeitverkürzung auf 30 Stunden pro Woche bei variablem Lohn- und Personalausgleich
- Die staatliche Förderung von kleinen und mittelständischen Unternehmen, um eventuelle Wettbewerbsnachteile auszugleichen

4. Armut bekämpfen:
- Einen staatlich garantierten Anspruch auf Unterhaltsvorschuss solange Familienbeihilfe bezogen wird
- Die Anpassung der Unterhaltsmessung an angemessene Regelbedarfssätze
- Entkoppelung der Zahlung von der Leistungsfähigkeit des*der Unterhaltspflichtigen, gleichzeitige Beibehaltung der Verpflichtung zur Rückzahlung nach Leistungsfähigkeit
- Bundesweiten Ausbau der staatlich finanzierten, rechtlich abgesicherten Frauen- und Mädchenberatungsstellen

5. Wahlfreiheit ermöglichen:
- Den Rechtsanspruch auf kostenlose, qualitativ hochwertige Betreuung für jedes Kind bis zum 14. Lebensjahr unabhängig vom Wohnort und Erwerbsstatus der Eltern
- Die Vereinbarkeit der Betreuungseinrichtung mit einer Vollzeitberufstätigkeit der Eltern, also ganztägige und ganzjährige Öffnungszeiten sowie leichte Erreichbarkeit
- Vereinheitlichte bundesweite Qualitätsstandards für eine bedarfsorientierte Betreuung und eine individuelle (Früh-)Förderung

6. Vielfalt leben:
- Verbot von Werbungen, Marketingstrategien und sonstigen kommerziellen Medieninhalten, die Menschen in abwertender, stereotyper und/oder sexistischer Weise darstellen
- Gesetzliche Verankerung einer geschlechtersensiblen Ausbildung aller Pädagogen mit bundesweit einheitlichen Standards und Evaluationsmaßnahmen, sowie staatliche Finanzierung und gesetzliche Verankerung von Institutionen und Beratungsstellen, die in diesem Bereich Schulungen, Aus- und Weiterbildung anbieten
- Verbot der sexualisierten Darstellung Minderjähriger
- Verbot von geschlechterdiskriminierenden und stereotypen Darstellungen in Kinder- und Jugendmedien, insbesondere in Schulen und Kinderbetreuungseinrichtungen
- Presseförderungsbonus für alle Medien, die sich in der Blattlinie zu einer geschlechtersensiblen, klischeefreien Berichterstattung bekennen

7. Selbst bestimmen:
- Die Verankerung und Finanzierung von zeitgemäßer Bildung zu den Themen Sexualität, Verhütung und Schwangerschaft in Schulen und Bildungseinrichtungen
- Staatlich finanzierte, rechtlich abgesicherte, anonyme und kostenfreie Beratungsstellen in ausreichender Zahl zu Sexualität, Geschlechtsidentität, Verhütung und Schwangerschaftsabbruch
- Gratis in Beratungsstellen zur Verfügung gestellte Verhütungsmittel
- Die volle Kostenübernahme von Schwangerschaftstests, Verhütungsmitteln, die eine ärztliche Untersuchung und Beratung voraussetzen sowie von Schwangerschaftsabbrüchen durch Krankenkassen
- Angebot und Durchführung von Schwangerschaftsabbrüchen in allen öffentlichen Krankenanstalten

8. Gewalt verhindern:
- Den bundesweiten Ausbau von staatlich finanzierten und rechtlich abgesicherten, leicht zugänglichen, kostenfreien Einrichtungen und Beratungsstellen für alle gewaltbetroffenen Frauen* und ihre Kinder
- Den Ausbau der Kooperation zwischen Behörden, Gerichten und Gewaltschutzzentren
- Verstärkte Sensibilisierungsprogramme in Schulen, der Justiz und der Polizei sowie Präventionsprogramme und Antigewalttrainings für Gefährdende

9. Schutz gewähren:
- Die gesetzliche Verankerung von frauen*- und geschlechtsspezifischen Fluchtgründen nach UNHCR-Richtlinien sowie eine geschlechtersensible Auslegung und Anwendung von Migrationsrecht, wie es etwa die UN-Frauenrechtskonvention und Istanbul-Konvention vorsehen
- Verpflichtende Weiterbildungs- und Sensibilisierungsmaßnahmen für Polizei, Dolmetscher sowie behördliche und gerichtliche Entscheidungsträger
- Das Recht auf schnelle und sichere Familienzusammenführung
- Einen eigenständigen und vom Ehepartner unabhängigen Aufenthaltsstatus
- Die geschlechtergetrennte Unterbringung, spezielle Schutzräume sowie Zugang staatlich finanzierter, geschlechtsspezifischer, medizinischer und psychologischer Therapie und Beratung

## Sonstiges
Das Frauenvolksbegehren war das erste Volksbegehren, das noch vor der Eintragungswoche mit SOS-Mitmensch eine Pass-Egal Aktion veranstaltete, während welcher Unterschriften für das Volksbegehren von Menschen mit nichtösterreichischer Staatsbürgerschaft gesammelt wurden.
Zu den offiziellen Unterstützern zählten zahlreiche Künstler und Freischaffende u. a. Christina Stürmer, Christine Nöstlinger, Franzobel, Mavie Hörbiger, Michael Buchinger, Pia Hierzegger, Sarah Wiener, Stermann & Grissemann, Thomas Stipsits, Valie Export, Waris Dirie, Manuel Rubey, Julya Rabinowich, Doron Rabinovici, sowie zahlreiche Politikerinnen wie Daniela Holzinger-Vogtenhuber, Muna Duzdar, Renate Brauner, Maria Vassilakou, Ewa Dziedzic oder Sigrid Maurer. Auch der ehemalige ÖVP-Vizekanzler Reinhold Mitterlehner und die ehemalige ÖVP-Frauenministerin Maria Rauch-Kallat unterschrieben das Frauen*Volksbegehren.

## Website
- frauenvolksbegehren.at